# サスケマニア
サスケマニアは、TBS系列で日曜深夜（月曜未明）に放送されていた、エンターテイメント番組である。番組開始は2006年7月2日（3日未明）。当初の放送時間は日曜深夜（月曜未明）0:50 - 1:20(JST)であったが、2008年3月30日から4月20日の「世界遺産」の終了（「THE世界遺産」への移行）と「絶景!アジア紀行」開始までの間、0:20 - 0:50(JST)に繰り上がった。同年9月28日（29日未明）をもって終了。

## 概要
「BODY」の後継番組である。「SASUKE」、「KUNOICHI」、「スポーツマンNo.1決定戦」の特集が中心である。第17回SASUKEに先駆けて放送され、数々の予選会を実施した。その後も「BODY」同様、上記3つの番組の予選会を実施している。予選会を勝ち上がった選手は本選でも活躍していることが多く、新たな人材が多数生まれている。大会放送後には、本放送でカットされた人達の放送を行うこともある。
レギュラー出演者などはいない。

## 放送内容

### SASUKE2006 秋 予選
（合計10人出場）
- 職業別 とび代表決定戦（2人出場）
- 1位 米田悠祐（1st･そり立つ壁 リタイア）（ゼッケン82）
- 2位 堤謙太郎（1st･サークルスライダー リタイア）（ゼッケン11）

※1位の米田は、その後の第18回にも出場しているが、1st･ジャンピングスパイダーでリタイア（ゼッケン43）。
- SASUKE最終予選（8人出場）
- 1位 鷲見裕二（1st･そり立つ壁 リタイア）（ゼッケン68）
- 2位 安達雄太（3rd･ボディプロップ リタイア）（ゼッケン67）
- 3位 富岡穂高（1st･ジャンプハング リタイア）（ゼッケン66）
- 4位 中平頼昌（1st･ジャンプハング リタイア）（ゼッケン65）
- 5位 川原拓也（1st･そり立つ壁 リタイア）（ゼッケン64）
- 6位 山崎文徳（1st･そり立つ壁 リタイア）（ゼッケン63）
- 7位 伊藤寛真（1st･ロープクライム リタイア）（ゼッケン62）
- 8位 山口武志（1st･三段ローリング丸太 リタイア）（ゼッケン61）

※本選では、2位の安達以外は全員1stでリタイア。ジャンプハングでのリタイアは、いずれも足の着水。1位の鷲見、5位の川原はその後常連となっている。

### スポーツマン№1決定戦 新王座チャレンジバトル 予選
（合計3人出場）
- スポーツマンNo.1決定戦出場権獲得バスツアー（3人出場 ※1人繰り上がり出場）
- 1位 源（総合6位）
- 2位 白井涼（総合3位）
- 3位 高橋光臣（総合2位）繰り上がり出場

※もともと上位2名が出場権を獲得できるというルールだったが、予選3位の高橋光臣は出場予定の選手の欠場により繰り上がり出場した。出場した全員が最終種目まで進出する結果となった。白井涼は第18回にも出場し、総合3位となっている。

### KUNOICHI2007 予選
（合計11人出場 ※1人欠場）
- 蒲田女子高等学校代表決定戦（3人出場）
- 岩崎優実（1st･段違棒 リタイア）
- 小野郁美（1st･段違棒 リタイア）
- 袖山実菜（1st･段違棒 リタイア）

- キャバクラ代表決定戦（1人出場）
- 神咲葵（1st･段違棒 リタイア）

- YMCA体育専門学校代表決定戦（1人出場）
- 荒井美野（1st･飛翔柱 リタイア）

- エイベックス･アーティストアカデミー代表決定戦（2人出場）
- 木村槙（1st･段違棒 リタイア）
- 梅田悠（1st･段違棒 リタイア）

- お祭り女代表決定戦（3人出場）
- 小野美咲（1st･段違棒 リタイア）
- 関原翔子（1st･段違棒 リタイア）
- 大塚敦弓（1st･段違棒 リタイア）

※KUNOICHI2007の予選組の全員が1stリタイア。出場した10人の内9人が第2エリアの段違棒での脱落。

### 新SASUKE2007 秋 予選
（合計1人出場）
- 松田剛（1st･ハーフパイプアタック リタイア）（ゼッケン47）。

※本選では、リタイア者が多かったジャンピングスパイダーをクリアしたものの、新設されたハーフパイプアタックで脱落。

### 新SASUKE2008 春 予選
（合計4人出場　※2人追加合格出場）
- 第20回記念大会予選
- 野村宏樹（1st･ジャンピングスパイダー リタイア）（ゼッケン1944）
- 加納隆明（1st･ロープラダー リタイア）（ゼッケン1943？）
- 山本桂太朗（1st･ジャンピングスパイダー リタイア）（ゼッケン1942）
- 佐藤毅英（1st･ポールメイズ リタイア）（ゼッケン1941）

※もともと最終種目をクリアした人に出場権を与えられる仕組みだったが、上位成績を残した佐藤と山本に追加合格が後に決定した。加納は放送では全カットだったが、8月10日放送のサスケマニアでロープラダーでタイムアップになったことが判明した。

### SASUKE2008 秋 予選
（合計11人出場 ※3人主催者推薦）
- SASUKEトライアル2008夏
- 1位 宮城拓也（1st･ジャンピングスパイダー リタイア）（ゼッケン48）
- 2位 川口朋広（1st･ハーフパイプアタック リタイア）（ゼッケン47）
- 3位 又地諒（1st･フライングシュート リタイア）（ゼッケン46）
- 4位 朝一眞（1st･そり立つ壁 リタイア）（ダイジェスト、ゼッケン45）
- 5位 佐藤惇（1st･ロッググリップ リタイア）（ダイジェスト、ゼッケン44）
- 6位 村上明範（1st･そり立つ壁 リタイア）（ダイジェスト、ゼッケン43）
- 7位 橋本亘司（1st･そり立つ壁 リタイア）（ゼッケン42）
- 8位 久保田崇之（1st･ハーフパイプアタック リタイア）（ゼッケン41）
- 菊池俊三（1st･フライングシュート リタイア）（ダイジェスト、ゼッケン73）
- 井田浩二（1st･ポールメイズ リタイア）（ダイジェスト、ゼッケン15）
- 山中和男（1st･リタイア 全カット）（ゼッケン28）

※出場は上位8人だったが、主催者推薦枠にて菊池、井田、山中の三人がそれぞれ30代、40代、50代の代表として出場権が与えられた。SASUKEトライアルという名前ではあるが、第13回前に行われたSASUKEトライアルとの繋がりはない。1位の宮城は山田勝己の弟子である。8位の久保田はジャンピングスパイダーを片足跳び＋トランポリンのへりを使って成功させた。6位の村上はその後第28回・第29回に出場。2位の川口、3位の又地、4位の朝、5位の佐藤、7位の橋本はその後常連となっている。

## SASUKE名場面BEST10
- 1位 長野誠 完全制覇（第17回）
- 2位 秋山和彦 完全制覇（第4回）
- 3位 山田勝己 パイプスライダー（第6回、第10回）
- 4位 ケイン・コスギ＆ヨルダン・ヨブチェフ 豪雨の激闘（第8回）
- 5位 白鳥文平 熱中症事件（第15回）
- 6位 長崎峻侑 3rdSTAGEクリア（第17回）
- 7位 長野誠 ファイナル0秒11足らず（第12回）
- 8位 竹田敏浩 脅威の32秒残し（第14回）
- 9位 山田康司 初出場＆ゼッケン1番で1stクリア（第12回）
- 10位 山田勝己 手袋失格事件（第12回）

※第20回を記念して実施。視聴者のアンケート結果に基づき、3週に渡り放送された。

## スタッフ
- ナレーター：堀井美香（TBSアナウンサー）、駒田健吾（TBSアナウンサー）
- 構成：堀江利幸、つかはら、むらこし豪昭
- CAM：高橋秀和
- AUD：渡辺秀明
- 編集：角田和教
- MA：宮嶌宏道
- 選曲：十川公男
- 技術：東通
- 美術：アックス
- 美術プロデューサー・デザイン：古川雅之
- 美術製作：小美野淳一
- 宣伝：大下慎太郎
- 協力：デサント
- AP：萬葉知子
- デスク：宇野しおり
- AD：唐澤哲也、中村麻里子、長田みなみ
- ディレクター：徳舛充人、河野督、中島敦
- 演出：久保健志
- プロデューサー：小掛義之
- 製作：Monster9、TBS